# 南湾水库
南湾水库，又称南湾湖，位于中国河南省信阳市浉河区西南，距市区约5公里，系截流浉河所形成的以防洪、灌溉为主，兼顾发电、养殖、城市供水及旅游开发等功能的大型水库。水域面积约75平方公里，最大蓄水量16.3亿立方米。始建于1952年，1955年建成。
大坝长816.5米，坝顶宽8米，坝高38.3米，大坝正面镶砌有毛泽东所题的“一定要把淮河修好”及“一九五五”两行大字。
南湾湖上游的“五云二潭”（车云山、天云山、云雾山、集云山、连云山、黑龙潭、白龙潭）地区为信阳毛尖的主要产区。
南湾湖东端的贤山南麓山谷中有始建于南朝年间的贤隐寺。贤隐寺北侧有“梁王垒”遗址，系梁武帝萧衍的行宫遗址。
南湾湖风景区系国家森林公园、国家水利风景区、国家AAAA级旅游景区及河南省风景名胜区、河南省文明景区。
南湾湖有三处岛被开发为景点，分别为茶岛，鸟岛，猴岛。